# Trận Königinhof
Trận Königinhof là một hoạt động quân sự trong cuộc Chiến tranh Bảy tuần, đã diễn ra vào ngày 29 tháng 6 năm 1866, tại Königinhof (tiếng Séc: Dvůr Králové nad Labem) ở xứ Böhmen thuộc Đế quốc Áo Habsburg. Trong trận giao chiến ngắn ngủi này, lực lượng tiền vệ thuộc Sư đoàn số 1 của Quân đoàn Vệ binh hùng mạnh của quân đội Phổ dưới quyền chỉ huy của Hoàng thân August xứ Württemberg đã tấn công và giành chiến thắng trước một lữ đoàn thuộc Quân đoàn IV của Đế quốc Áo dưới quyền chỉ huy của viên tướng Tassilo Festetics cùng với một số thành phần thuộc Quân đoàn X của quân đội Áo dưới quyền Nam tước Ludwig von Gablenz. Cuộc thất bại tại Königinhof, cùng với trận Schweinschädel cùng ngày hôm đó, đã mang lại hàng ngàn thiệt hại cho Binh đoàn phía Bắc của Áo dưới quyền tổng tư lệnh Ludwig von Benedeck, trong khi các lực lượng của Phổ chịu tổn thất nhỏ gấp 4 lần so với đối phương. Thắng lợi của quân đội Phổ đã tạo điều kiện cho Binh đoàn thứ hai của Phổ dưới quyền tổng chỉ huy của Thái tử Friedrich Wilhelm hợp nhất với Binh đoàn thứ nhất của Hoàng thân Friedrich Karl và Binh đoàn Elbe của viên tướng Herwarth von Bittenfeld vốn đã tiến đánh từ xứ Sachsen.
Sau khi Quân đoàn Vệ binh Phổ dưới quyền Hoàng thân August xứ Württemberg đánh cho Quân đoàn X của Áo do Gablenz chỉ huy đại bại trong trận Soor vào ngày 28 tháng 6 năm 1866, Gablenz bị buộc phải rút phần lớn quân đoàn của ông ta đến Königinhof. Lữ đoàn của Fleischhacker – một phần thuộc Quân đoàn IV của Áo dưới quyền Festetics cũng triệt thoái đến Königinhof vào buổi sáng hôm sau. Trong Quân đoàn X của Áo, sư đoàn Killer được lệnh án ngữ khu vực này, và sẽ được sư đoàn Plonski cùng với pháo binh trừ bị theo sau. Trong khi, vào ngày 29 tháng 6, Quân đoàn Vệ binh của Phổ tiến đánh từ Burgersdorf và Trautenau đến Königinhof. Lực lượng tiền binh của Quân đoàn Vệ binh đã được lệnh chiếm đóng thị trấn này, trong khi lữ đoàn Áo của Fleischhacker đã trở thành đội quân trú phòng của thị trấn. Quân Áo đã triển khai một số đội hình bộ binh, được kỳ binh yểm trợ, ở hướng bắc thành phố. Khi tiếp cận với Königinhof, đội tiền vệ của lực lượng tiền binh Phổ do Đại tá Alfred von Wadersee chỉ huy đã được "chào đón" bằng một hỏa lực của đội quân trú phòng Áo. Lính bắn súng trường của Phổ nhanh chóng giao chiến với đối phương. Các khẩu súng trường nạp tiền Lorenz của lính Áo đã tỏ ra thua xa súng trường nạp hậu Dreyse của phía Phổ, và các đội hình tiền tiêu của Áo nhanh chóng phải rút chạy vào thị trấn. Trung đoàn Coranini của Áo đã được lệnh trấn giữ các ngôi nhà, và quân đội Áo đã phòng ngự hết sức quyết liệt. Nhưng rồi, quân đội Phổ đã đập tan quân Áo trên đường phố, trong cuộc chiến một số khẩu đội pháo thuộc Quân đoàn X của Áo đã khai hỏa từ hướng nam thành phố, nhưng ở một khoảng cách quá lớn. Quân Phổ cũng đánh chiếm được ngọn cầu vượt sông Elbe sau khi đánh xuyên qua các ngôi nhà.
Phần lớn lực lượng phòng thủ của Áo bị kẹt lại trong thị trấn, và đều bị quân Phổ vây bắt. Một số tiểu đoàn Áo thuộc các lữ đoàn Grivicic và Mondel, được 10 đại đội của Corinini (thuộc lữ đoàn của Fleischhacker) yểm trợ, buộc phải rút chạy qua ngọn cầu phía nam sau những thiệt hại to lớn cho quân đội Áo. Các tiểu đoàn của Mondel và lữ đoàn của Fleischhacker vẫn còn ở phía sau, đã hành quân xiên qua chiến địa và đến trạm xe lửa, nên lực lượng pháo binh được đưa tới và cản trở mọi cuộc truy kích. Sau thắng lợi này, quân đội Phổ đã dựng trại ngoài trời ở bên trong và hướng bắc thị trấn, đặt các tiền đồn của mình dọc theo bờ sông. Theo các sĩ quan Áo bị bắt sống, tinh thần của quân Áo suy sụp không phải là vì tốc độ bắn của các súng trường Phổ, mà là do người Phổ luôn luôn sẵn sàng nhả đạn. Trong thời điểm này, Quân giới Benedeck cũng phái Quân đoàn II của Áo đến vùng ngoại ô Josephstadt, nhưng đã muộn để cứu vãn tuyến phòng thủ sông Elbe tại Königinhof.